# Morisker

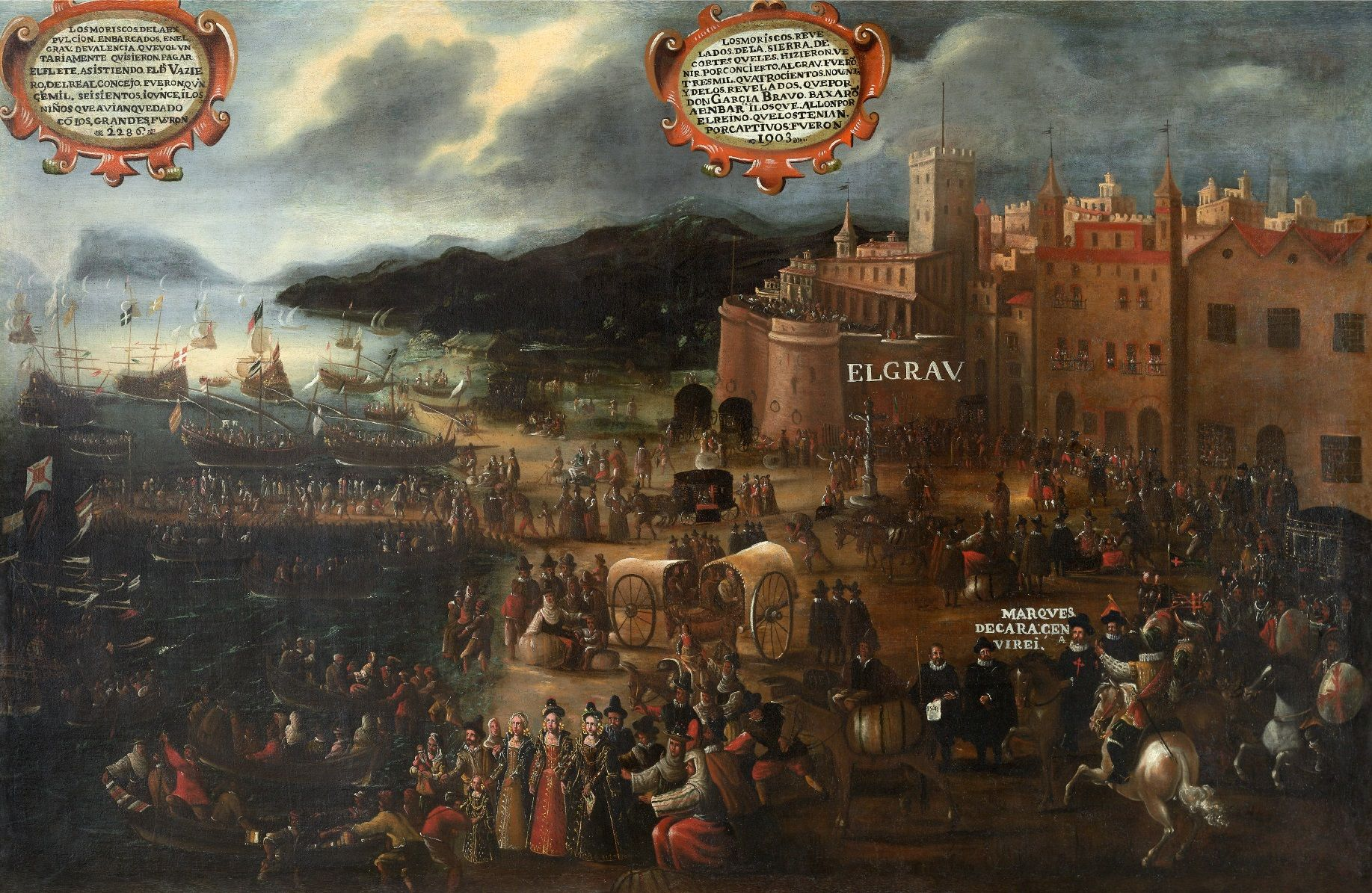
Embarkation av moriscos i Valencia av Pere Oromig.

Morisker (spanska: morisco = "morisk") eller mourisco på portugisiska var en term som från slutet av 1400-talet till början av 1600-talet avsåg de morer som, inte alltid frivilligt, låtit sig omvändas till kristendomen. 1609 tvingade ett dekret slutligen alla moriscos att fly till Maghreb undan den spanska inkvisitionen.
De morer som, tillfälligtvis och med vissa begränsningar, tilläts praktisera sin muslimska tro kallades mudéjares. Vilken rättslig status mudéjares hade berodde på termerna i de kapitulationsfördrag och senare avtal som tecknades av kungarna och folkförsamlingarna (Cortes).
Efter emiratet av Granadas fall 1492 utlovades invånarna religionsfrihet, ett löfte som kom att bli kortlivat. De tvingades snart att välja mellan att konvertera eller ge sig av. Majoriteten valde att konvertera, men bara så mycket som nöden krävde. De fortsatte att klä sig och tala som de gjort tidigare och i hemlighet praktisera islam och använda det arabiska alfabetet (aljamiado). Detta fick kardinal Cisneros att ta till hårdare metoder vilket ledde till ett uppror 1500-1502. Upproret slog ned och blev en förevändning att helt överge kapitulationsfördraget varpå traditionella klädesseder förbjöds 1508.
Mer restriktiva lagar infördes 1526 och 1527 varefter morer tilläts köpa sig en fyrtioårig frist. När Filip II utfärdade ett dekret 1568 som försökte tvinga morer att överlämna sina barn till kristna präster, utbröt ett nytt uppror i Alpujarras som varade fram till 1571.
Trots allt detta var många morisker framgångsrika och levde i välstånd vilket väckte avundsjuka hos många kristna bönder. En avund som ledde till konspirationsteorier där de sas samarbeta med osmanska riket och Barbareskstaterna. Den spanska adeln, som uppskattade de hårt arbetande moriscos försökte skydda dem. De fick särskilt stor betydelse för jordbruket i Valencia och Murcia.
Med Filip II dekret 1609 tvingades till slut alla moriscos att lämna landet. Modern forskning uppskattar att 300000 morisker lämnade landet i omgångar. Vissa historiker har angivit denna fördrivning som orsak till den kris som uppstod på den spanska medelhavskusten. De kristna nykomlingar som ersatte moriscos var, enligt denna hypotes, färre och ovana vid den lokala teknik som användes.
I Nordafrika blev sultanerna i Marocko villrådiga inför uppgiften att hantera alla dessa halvkristna, spansktalande människor. Några av dem blev sjörövare med bas i Salé som plundrade kristna handelsresande. Andra korsade Sahara och använde europeiska vapen för att erövra Timbuktu och Nigerbågen.
I Cervantes Don Quijote och Samtalet mellan hundarna ges en fördelaktig bild av moriscos.
I historisk litteratur används ibland termen "moriscos" för muslimska minoriteter i den kristna världen även utanför Spanien, till exempel på normandernas Sicilien och 800-talets Kreta. I Sydamerika användes ordet för att beteckna vissa raskategorier.